# اورلی برادرز
برادران اورلی یا اورلی برادرز (به انگلیسی: The Everly Brothers) آیزاک دانالد "دان" اورلی (به انگلیسی: Isaac Donald "Don" Everly) و فیلیپ "فیل" اورلی (به انگلیسی: Phillip "Phil" Everly)، خوانندگان و آهنگسازان آمریکایی،

## زندگینامه
فیل اورلی و برادرش دان گروه برادران اورلی را شکل داده بودند که در سال‌های دهه ۱۹۵۰ و اوایل دهه ۱۹۶۰ میلادی یکی از بزرگ‌ترین گروه‌های پاپ آمریکا به‌شمار می رفت. ویک آپ لیتل سوزی (Wake Up Little Susie)، کتیز کلاون (Cathy's Clown) و بای بای لاو (Bye Bye Love) از محبوب‌ترین آهنگ‌های گروه برادران اورلی بود. نشریه رولینگ استون 'گروه برادران اورلی را "یکی از مهم‌ترین گروه‌های دو خواننده در راک" خوانده است. در زندگینامه‌ای که این نشریه از این دو برادر منتشر کرده، آمده‌است که فیل و دان فرزندان آیک و مارگارت اورلی، دو خواننده سبک کانتری بودند و در سالهایی که بزرگ می شدند، در برنامه‌های خانوادگی رادیویی خوانندگی می‌کردند. اوج موفقیت آن‌ها بین ۱۹۵۷ تا ۱۹۶۲ بود. به گزارش اسوشیتدپرس اورلی برادرز مجموعاً ۱۹ آهنگ در فهرست‌های ۴۰ آهنگ پرفروش داشتند. آن‌ها روی بیتلز و بیچ بویز تأثیر داشتند. این دو برادر در سال ۱۹۷۳ از جهت حرفه‌ای از هم جدا شدند ولی فیل بعدها به مجله تایم گفت که رابطه برادرانه آن‌ها همچنان ادامه پیدا کرده بوده‌است. اورلی برادرز در نخستین سال تأسیس سالن مشاهیر راک اند رول در سال ۱۹۸۶ انتخاب شدند و در سال ۱۹۹۷ در مراسم جوایز گرمی جایزه یک عمر دستاورد هنری را دریافت کردند. گروه اورلی برادرز در سال ۱۹۷۳ از هم پاشید
پتی، همسر فیل اورلی به لس آنجلس تایمز، گفت که همسرش در پی بیماری ریوی، روز جمعه ۳ ژانویه ۲۰۱۴ در سن ۷۴ سالگی در لس آنجلس کارلیفرنیا درگذشت.